# L2TP
Bij computernetwerken is Layer 2 Tunneling Protocol (L2TP) een tunnelprotocol dat gebruikt wordt voor Virtual Private Networks (VPN's).
L2TP kan simpel beschreven worden als PPP over IP, ook al heeft het veel meer mogelijkheden.

## Geschiedenis en toekomst
L2TP werd gepubliceerd in 1999 als een voorgestelde standaard, en heeft zijn oorsprong hoofdzakelijk in twee oudere tunnelingprotocols: Cisco's Layer 2 Forwarding (L2F) en Microsofts Point-to-Point Tunneling Protocol (PPTP). Een nieuwe versie van dit protocol, L2TPv3, is momenteel in ontwerp.

## Beschrijving
L2TP werkt als een datalinklaag (Engels: data link layer, laag 2 uit het OSI-model) protocol voor het tunnelen van netwerkverkeer tussen twee peers over een bestaand netwerk (normaal gesproken het internet). Het is een uitbreiding van het Point-to-Point Protocol (PPP). Het is nog steeds gebruikelijk om PPP-sessies te gebruiken in een L2TP-tunnel. L2TP verzorgt geen vertrouwelijke of sterke authenticatie. IPsec wordt vaak gebruikt om L2TP-pakketten te beveiligen. De combinatie van deze twee protocollen is ook bekend onder de naam L2TP/Ipsec. Dit is gestandaardiseerd in RFC 3193.
De twee eindpunten van een L2TP-tunnel worden de LAC (L2TP Access Concentrator) genoemd en de LNS (L2TP Network Server). De LAC is de initiator van de tunnel terwijl de LNS de server is die wacht op nieuwe tunnels. Als er een tunnel aangemaakt is, gaat het netwerkverkeer tussen de peers in twee richtingen.

### Implementaties
- Cisco: Cisco L2TP documentations, lees ook Technology brief from Cisco
- Open source en Linux: Linux RP-L2TP-project, OpenL2TP project, L2tpns-project, L2TPD-project (inactief)
- Microsoft: Microsoft L2TP/IPSec VPN Client

### Internetstandaarden en uitbreidingen
- RFC 2341 Cisco Layer Two Forwarding (Protocol) "L2F".  (Een voorganger van L2TP)
- RFC 2637 Point-to-Point Tunneling Protocol (PPTP). (Een voorganger van L2TP)
- RFC 2661 Layer Two Tunneling Protocol "L2TP"
- RFC 2809 Implementation of L2TP Compulsory Tunneling via RADIUS
- RFC 2888 Secure Remote Access with L2TP
- RFC 3070 Layer Two Tunneling Protocol (L2TP) over Frame Relay
- RFC 3145 L2TP Disconnect Cause Information
- RFC 3193 Securing L2TP using IPsec
- RFC 3301 Layer Two Tunnelling Protocol (L2TP): ATM access network
- RFC 3308 Layer Two Tunneling Protocol (L2TP) Differentiated Services
- RFC 3355 Layer Two Tunnelling Protocol (L2TP) Over ATM Adaptation Layer 5 (AAL5)
- RFC 3371 Layer Two Tunneling Protocol "L2TP" Management Information Base
- RFC 3437 Layer Two Tunneling Protocol Extensions for PPP Link Control Protocol Negotiation
- RFC 3438 Layer Two Tunneling Protocol (L2TP) Internet Assigned Numbers: Internet Assigned Numbers Authority (IANA) Considerations Update
- RFC 3573 Signaling of Modem-On-Hold status in Layer 2 Tunneling Protocol (L2TP)
- RFC 3817 Layer 2 Tunneling Protocol (L2TP) Active Discovery Relay for PPP over Ethernet (PPPoE)
- IANA assigned numbers for L2TP
- L2TP Extensions Working Group (l2tpext) - (waar toekomstige standaardisatie wordt gecoördineerd)

### Hoe te implementeren
- Linux-server: Using a Linux L2TP/IPsec VPN server and (non-)linux clients